# 72 Pułk Zmechanizowany

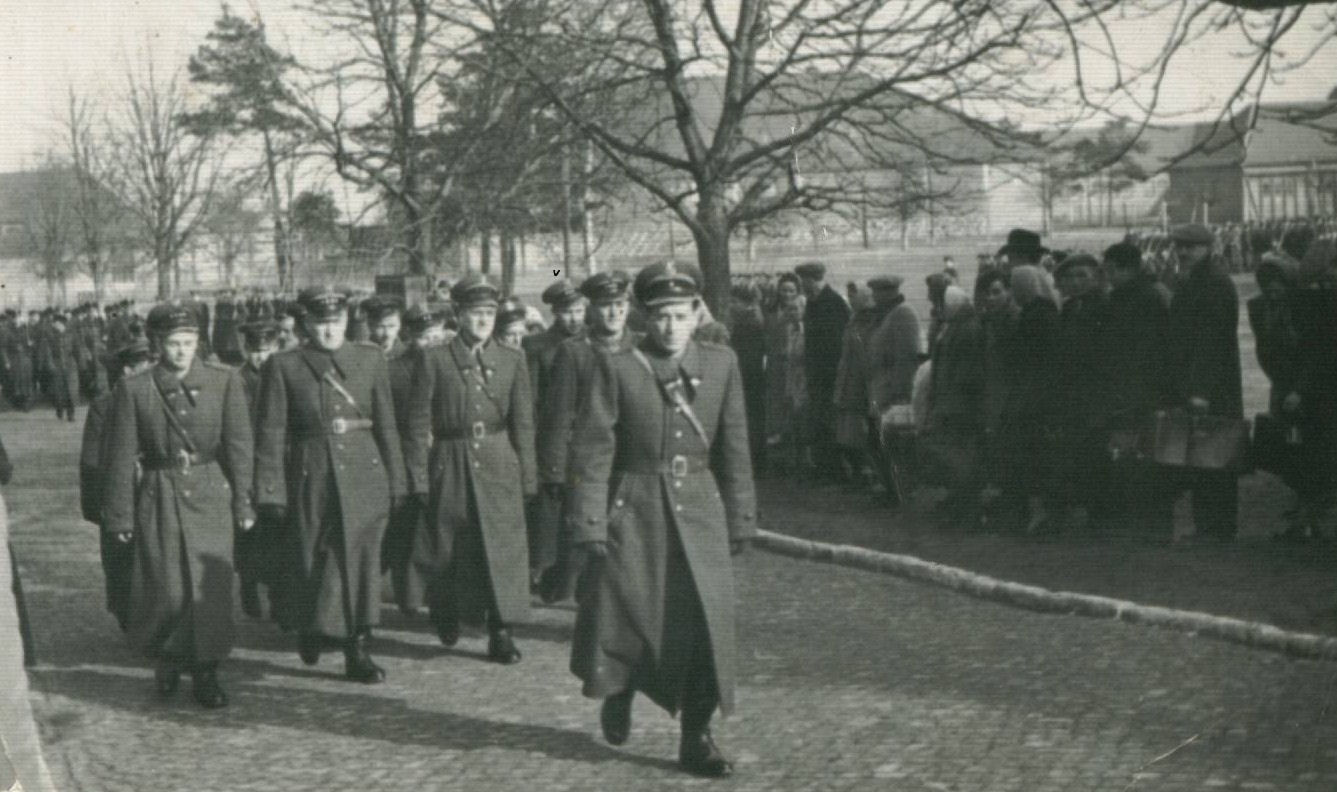
Defilada w 72 pułku zmechanizowanym

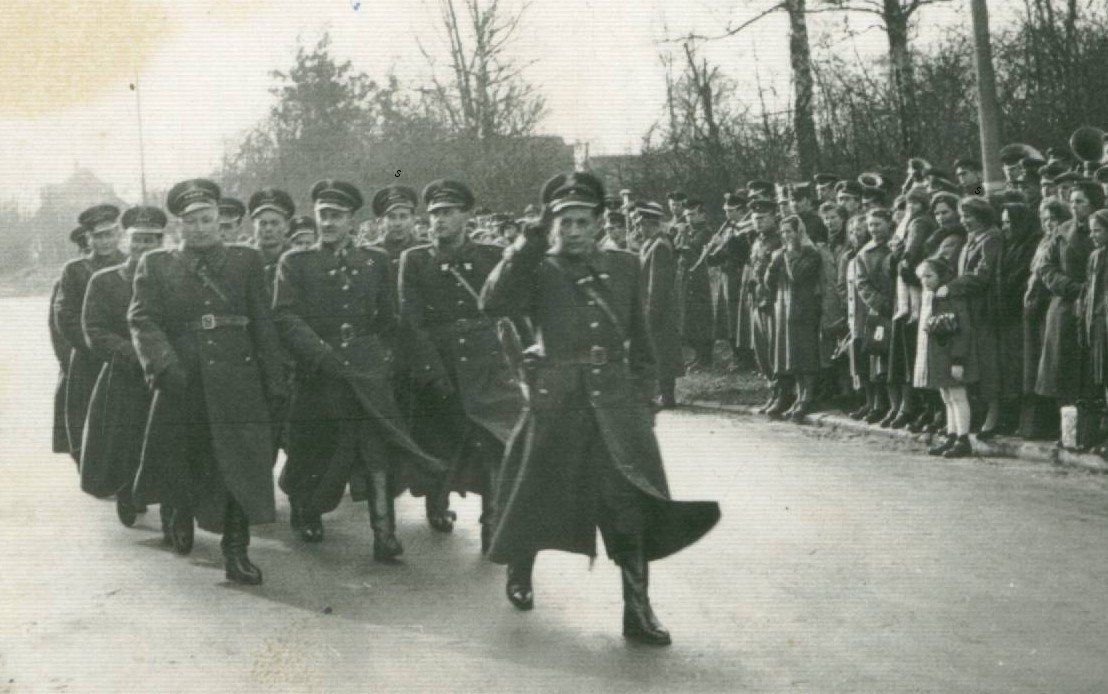
Przemarsz ulicami Gubina 72 pz

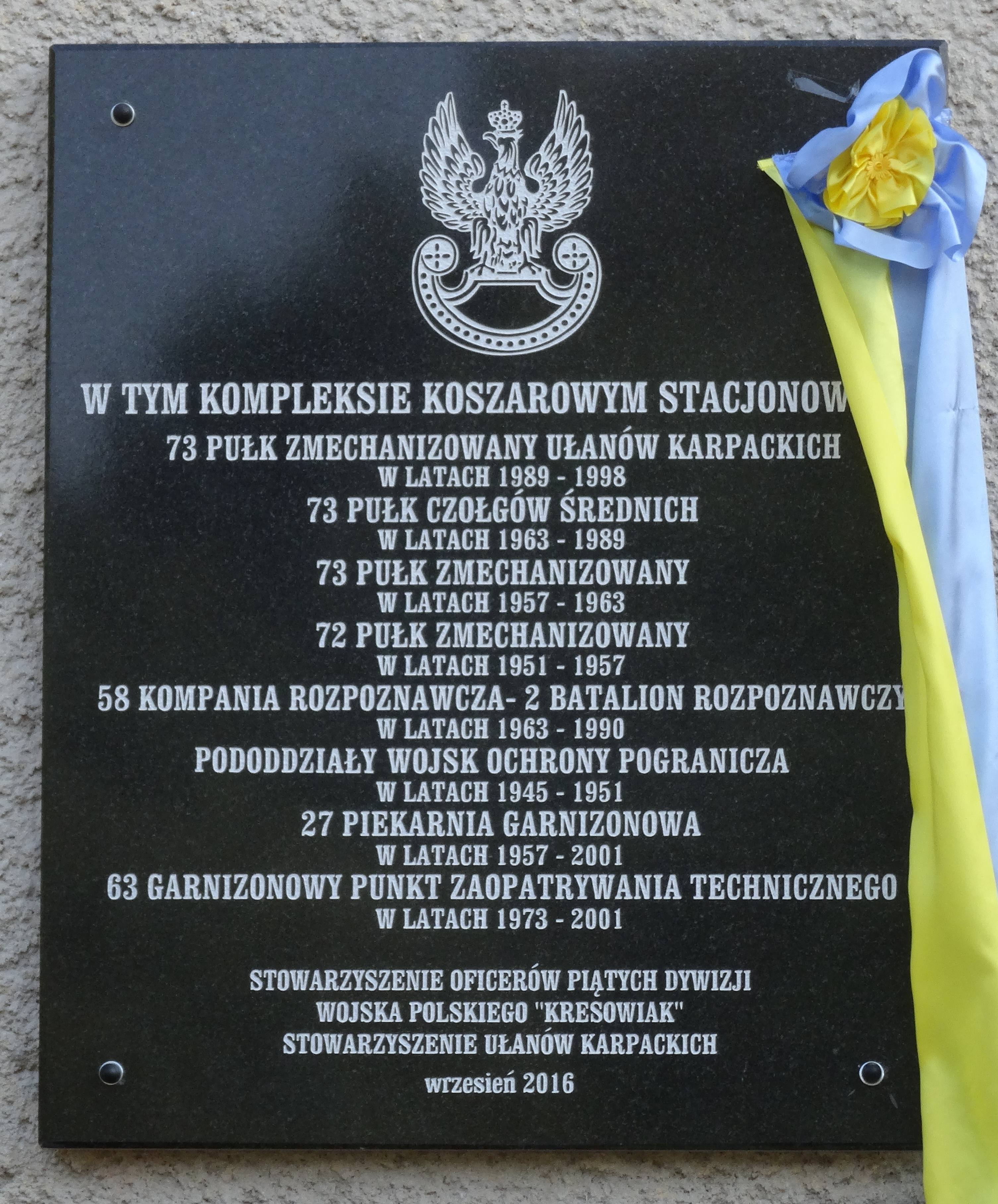
Tablica upamiętniająca stacjonowanie pułku w koszarach „pod stacją”

72 pułk zmechanizowany (72 pz) – oddział zmechanizowany Sił Zbrojnych PRL.
Pułk sformowany został w 1951 roku, w składzie 19 Dywizji Zmechanizowanej. Stacjonował w garnizonie Gubin, w koszarach przy stacji. Do 15 stycznia 1953 przeformowany został na etat Nr 5/105 pułku zmechanizowanego. W 1955 jednostka została rozformowana, a jej koszary zajął 73 pułk zmechanizowany.

## Dowódcy pułku
- ppłk Krzaczkowski
- mjr Kasiuk
- mjr Mysłowski

## Skład organizacyjny
- Dowództwo
- Sztab
- 3 bataliony piechoty zmotoryzowanej[3]
  - 2 kompanie piechoty zmotoryzowanej
    - 2 plutony piechoty zmotoryzowanej

  - kompania ciężkich karabinów maszynowych
    - 2 plutony ciężkich karabinów maszynowych

  - kompania moździerzy
    - 2 plutony moździerzy

  - pluton armat – 2 armaty ZiS-2[4]
  - pluton łączności
  - drużyna naprawcza
- batalion czołgów[5]- 23 czołgi T-34[4]
  - 2 kompanie czołgów
  - drużyna techniczna
- dywizjon artylerii - 12 armat ZiS-3[4]
- batalion szkolny
- bateria moździerzy - 6 moździerzy 120 mm[4]
- kompania rozpoznawcza
  - pluton zwiadu
  - pluton samochodów pancernych - 5 BA-64[4]
  - pluton motocykli i samochodów pancernych
- kompania saperów
- kompania łączności
- kompania technicznego zaopatrzenia
- pluton obrony przeciwchemicznej
- kwatermistrzostwo
- izba chorych

Sprzęt bojowy pułku stanowiło tylko 10 czołgów średnich T-34/85 i 5 samochodów pancernych BA-64. Uzbrojeniu artyleryjskie to: 14 armat, 14 moździerzy i 3 ciężkie granatniki przeciwpancerne T-21.